# 菲爾普斯岬
62°28′55″S 60°7′15″W / 62.48194°S 60.12083°W

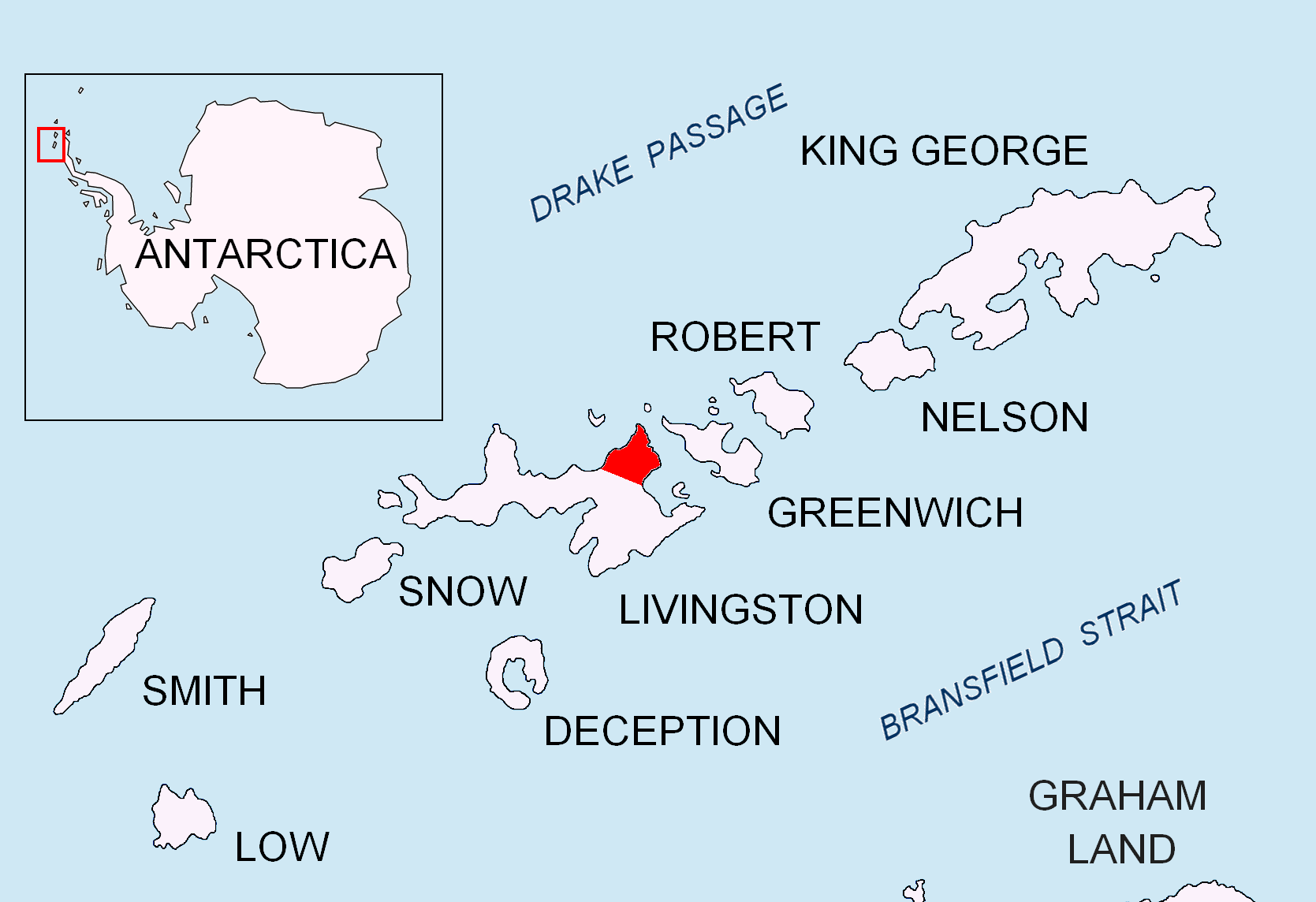

菲爾普斯岬是南極洲的海岬，位於南設得蘭群島的利文斯頓島，是瓦爾納半島的北端，海拔高度180米，英國測量隊在1974年測量該地區。

## 外部連結
- Phelps Promontory. SCAR Composite Antarctic Gazetteer.